# (38543) 1999 VW9
1999 في دابليو 9 (ويعرف أيضًا باسم (38543) 1999 في دابليو 9 وفق تسمية الكوكب الصغير) (بالإنجليزية: 1999 VW9)‏ هو كويكب ضمن حزام الكويكبات؛ وترتيبه 38543 من حيث الاكتشاف.
اكتُشف هذا الجُرم الفلكي بواسطة Charles W. Juels ‏ في 9 نوفمبر 1999.

## وصلات خارجية
- (38543) 1999 VW9 في قاعدة بيانات مختبر الدفع النفاث لأجرام النظام الشمسي الصغيرة

- الاكتشاف · مخطط المدار ·  العناصر المدارية · المعلمات المادية

- (38543) 1999 VW9 على موقع ويكي سكاي: DSS2, SDSS, GALEX, IRAS, Hydrogen α, X-Ray, Astrophoto, Sky Map, Articles and images